# Buttonwoods Museum
Buttonwoods Museum är ett privat lokalhistoriskt museum i Haverhill i Massachusetts i USA.
Museets huvudbyggnad är Duncan House, en byggnad vid stranden av floden Merrimack, som byggdes i början av 1800-talet och ursprungligen ägdes av  köpmannen James Duncan Jr (1756–1822) i nyklassisistisk så kallad ”federal stil”. Det skänktes av ättlingen Mary Duncan Harris till Havervill Historical Society 1903. Museer öppnades året därpå.
Museet disponerar John Ward House. Det är ett bostadshus som är ett av stadens äldsta bevarade hus. Det är en envåningslänga med vindsvåning, som byggdes av John Ward, som också var stadens första pastor, och uppfördes i en första etapp på 1710-talet med bara ett stort rum i bottenvåningen, kombinerat med kök med en mycket stor öppen spis. Under tidiga 1820-talet fördubblades huset genom tillbyggnad med ytterligare ett stort rum. 
Till museets tomt har också flyttats bonden och skomakaren Daniel Hunkins Shoe Shop,. Det byggdes 1859 och är av en typ som kallas en ”10-fotare”, ett enkelt verkstadsskjul på 10 x 10 fot.
I museets samlingar ingår bland annat huvudet till den biscayayxa som användes av den engelska nybyggarkvinnan Hannah Duston, när hon i mars 1697 befriade sig från fångenskap hos abenakiindianer efter att ha rövats bort från sitt hem vid en räd av andra indianer under Kung Vilhelms krig ett par veckor tidigare.